# Mindfields
Mindfields è l'undicesimo album in studio dei Toto, pubblicato nel 1999 pubblicato dalla Sony Records.

## Il disco
Questo album segna il ritorno nell'organico della band del primo cantante Bobby Kimball, col quale i Toto hanno ritrovato l'affiatamento durante il precedente tour. Anche un altro ex-cantante, Joseph Williams, parteciperà alla scrittura di uno dei singoli, Mad About You. Altri singoli tratti da quest'album sono Melanie e Cruel; entrambi i relativi videoclip saranno inseriti nel bonus disc di Livefields.
Nel 2000, i Toto ottengono, grazie a Mindfields, la nomination ai Grammy Award nella categoria Best Engineered Album, Non-Classical.
Spanish Steps of Rome è disponibile solo come b-side di Melanie oppure nelle versioni giapponesi e americane di Mindfields inoltre la canzone appare anche nell'album del 2003 della band Love Songs. La versione americana dell'album ha una lista tracce differente rispetto a quella sotto riportata.

## Tracce
1. After You've Gone (S. Lukather, P. Soussan) - Voce: Steve Lukather - 6:37
2. Mysterious Ways (M. Hudson, S. Lukather, D. Paich, D. Grakal) - Voce: Bobby Kimball & Steve Lukather - 3:42
3. Mindfields (B. Kimball, S. Lukather, D. Paich, S. Phillips, M. Porcaro) - Voce: Bobby Kimball - 6:04
4. High Price of Hate (S. Lukather, S. Lynch, D. Paich, S. Phillips, M. Porcaro) - Voce: Bobby Kimball - 9:22
5. Selfish (S. Lukather, S. Lynch, D. Paich) - Voce: Bobby Kimball - 5:30
6. No Love (S. Lukather, R. Goodroom, D. Paich) - Voce: Steve Lukather - 4:34
7. Caught in the Balance (S. Lukather, D. Paich, S. Phillips, M. Porcaro, S. Lynch, B. Kimball) - Voce: Bobby Kimball - 6:21
8. Last Love (S. Lukather, D. Paich) - Voce: Steve Lukather - 4:58
9. Mad About You (D. Paich, J. Williams) - Voce: Bobby Kimball - 4:24
10. One Road (R. Goodroom, S. Lukather, D. Paich) - Voce: Bobby Kimball - 3:45
11. Melanie (S. Lukather, D. Paich, R. Goodroom) - Voce: Steve Lukather - 5:19
12. Cruel (J. Leiber, S. Phillips, B. Kimball, S. Lukather) - Voce: Bobby Kimball - 5:57
13. Better World (S. Lukather, D. Paich, S. Phillips) - Voce: Steve Lukather - 7:50
14. Spanish Steps of Rome (D. Paich, S. Lukather) - Voce: David Paich - 4:27

## Formazione
- Bobby Kimball - voce
- David Paich - tastiera, voce
- Steve Lukather - chitarra, voce
- Mike Porcaro - basso
- Simon Phillips - batteria, percussioni

### Musicisti ospiti
- Steve Porcaro – tastiere (tracce 7, 11)
- Clint Black – armonica e cori (traccia 6)
- Lenny Castro – percussioni (tracce 1–3, 9, 11, 13–14)
- Jim Horn – fiati (tracce 2, 5, 12)
- Tom Scott – fiati (tracce 2, 5, 12), arrangiamenti di fiati (traccia 12)
- Bill Reichenbach Jr. – fiati (tracce 2, 5, 12)
- Chuck Findley – fiati (tracce 2, 5, 12)
- Gary Grant – fiati (tracce 2, 5, 12)
- Mark Hudson – cori (tracce 1, 2, 5)
- Timothy B. Schmit – cori (tracce 1, 2, 5, 11)
- Phil Soussan – cori (traccia 1)
- Richard Page – cori (tracce 3, 7, 9, 12)
- Chris Thompson – cori (tracce 6, 8, 10, 11, 13)
- Maria Vidal – cori (traccia 14)
- Madonna Ciccone – cori (tracks 8, 11, 14)